# Martijn van IJzendoorn
Martijn van IJzendoorn (Wateringen, 24 maart 1997) is een Nederlands dammer. Bij zijn debuut op het NK dammen, in 2017, werd hij Nederlands kampioen. Ook werd hij tweemaal derde op het EK dammen. Naast het dammen op regulier tempo, is Van IJzendoorn een zeer verdienstelijk sneldammer.

## Jeugdkampioenschappen
Van IJzendoorn deed mee aan dertien Nederlandse jeugdkampioenschappen. Hiervan won hij er zeven; één bij de junioren (2013), drie bij de aspiranten (2010, 2011 en 2012), twee bij de pupillen (2009 en 2010) en één bij de welpen (2007). De voornaamste concurrentie kwam van Jan Groenendijk. Ook nam hij elf keer deel aan Europese jeugdkampioenschappen. Hiervan won hij er vier; bij de junioren (2016), aspiranten (2011 en 2013) en bij de welpen (2007). Hij nam tien keer deel aan de jeugdwereldkampioenschappen, waarvan één keer als dertienjarige bij de junioren. Bij dat toernooi werd hij zesde. Uiteindelijk zou Van IJzendoorn vier keer een jeugd-WK winnen; twee bij de junioren (2015 en 2016) en twee bij de aspiranten (2012 en 2013). Daarnaast won hij talloze sneldamtoernooien.

## Wereldrecord kloksimultaan
Van IJzendoorn heeft 16 september 2023 het wereldrecord kloksimultaan verbeterd. Dit was lange tijd in handen van de rus Alexander Georgiev die eerder tegen 45 tegenstanders speelde. Martijn van IJzendoorn verbeterde het record door 38 van zijn 50 tegenstanders te verslaan en de overige 12 op remise te houden! Om binnen 2 uur ongeveer 50 zetten per bord te spelen zou hij ongeveer 2 seconden per zet kunnen nadenken.

## Resultatenoverzicht
Van IJzendoorn nam zeven keer deel aan het Nederlands kampioenschap dammen, met de volgende resultaten:
| jaar | locatie     | plaats |
| ---- | ----------- | ------ |
| 2017 | Urk         | 1e     |
| 2018 | Harlingen   | 3e     |
| 2019 | Huissen     | 4e     |
| 2020 | Kraggenburg | 6e     |
| 2022 | Wageningen  | 3e     |
| 2023 | Drachten    | 4e     |
| 2024 | Drachten    | 5e     |

Van IJzendoorn nam vier keer deel aan het Europees kampioenschap dammen, met de volgende resultaten: 
| jaar | locatie          | plaats |
| ---- | ---------------- | ------ |
| 2016 | Izmir            | 3e     |
| 2018 | Moskou           | 3e     |
| 2022 | Kortrijk         | 9e     |
| 2024 | Chianciano Terme | 7e     |

Van IJzendoorn nam vijf keer deel aan het wereldkampioenschap dammen, met het volgende resultaten: 
| jaar | locatie      | plaats |
| ---- | ------------ | ------ |
| 2017 | Tallinn      | 9e     |
| 2019 | Yamoussoukro | 6e     |
| 2021 | Tallinn      | 5e     |
| 2023 | Willemstad   | 3e     |
| 2025 | Yaoundé      | 4e     |